# 宇都宮市立若松原中学校
宇都宮市立若松原中学校（うつのみやしりつわかまつはらちゅうがっこう）は、栃木県宇都宮市若松原三丁目にある公立中学校。

## 沿革
- 1982年
  - 4月1日 - 宇都宮市立若松原中学校として開校
  - 11月10日 - 校舎落成記念式、校旗制定、創立記念日と定める
- 1992年3月 - 武道館完成

## 学校生活
ボランティア活動に力をいれており、「ビックリーン大作戦（地域の公園などのゴミ拾い）」、「リトルクリーン作戦（不定期の木曜日の朝学校内を簡易清掃）」を行っている。

## 部活動
- 運動系部活動[1]
  - 陸上競技部
  - 野球部
  - バスケットボール部
  - バレーボール部
  - サッカー部
  - ソフトテニス部
  - 卓球部
  - ソフトボール部
  - 剣道部
  - バドミントン部
- 文化系部活動
  - 吹奏楽部
  - 合唱部
  - 演劇部
  - 美術部
  - 家庭部

## 制服
令和2年4月より新制服導入。コロナ禍の影響もあり2020年度は例年と異なり6月現在1年生の新制服及び上級生の場合下記の制服着用ではなくジャージ、体操服で生活することとなっている。令和3年も5月中旬より令和2年同様の対応となった。HPを見る限り新制服希望者のスラックス選択は一定数居て定着しているようである。
男女ともにブレザー型の制服。女子はスカート、スラックスから選択できる。令和4年3月10日に行われた令和3年度卒業式をもって旧制服は終了となった。
- 男子旧制服(令和3年度卒業生まで)　
  - 冬服は学生服上下であった。
  - 夏服はカッターシャツ、スラックスであった。
    - 新制服の着用も可能だった。
- 女子旧制服(令和3年度卒業生まで)　
  - 冬服はセーラー服、ベスト、ブラウス、吊りスカートであった。
  - 夏服はブラウス、吊りスカートであった。
    - 新制服のスカートと違い、旧制服は吊りスカートで、ボタン式じゃなく縫い付け式のためサスペンダーの取り外しはできなかった。
    - 新制服の着用も可能だった。こちらを選択した場合サスペンダーは無しである。
- 若松原の制服はリニューアルされた為旧制服の着用は行われてないがサステナブルの観点から制服が必要な学生向けに安価で譲るお店が紹介されている。映像中に若松原の旧制服のセーラー服が映っている。
  - 学生服リユース大学の協力 とちテレNEWS

## 通学区域
宇都宮市
- 上御田町
- 雀宮町の一部
- 北若松原1丁目の一部, 2丁目
- 雀の宮1丁目の一部, 2丁目, 3丁目の一部, 4丁目の一部
- 五代2丁目-3丁目
- 西川田6丁目-7丁目

- 西川田南2丁目の一部
- 西川田東町
- 針ケ谷町の一部
- 針ケ谷1丁目
- 兵庫塚町の一部

- 兵庫塚1丁目-3丁目
- みどり野町
- 幕田町の一部
- 宮の内1丁目-4丁目
- 若松原1丁目-3丁目